# بيل بيست
بيل بيست هو مؤلف وكاتب وشاعر كندي، ولد في 23 نوفمبر 1939 في هاليفاكس في كندا.

## وصلات خارجية
- بيل بيست على موقع ميوزك برينز (الإنجليزية)